# Гавгозеро
Гавгозеро — пресноводное озеро на территории Кедрозерского сельского поселения Кондопожского района Республики Карелии.

## Общие сведения
Площадь озера — 1,3 км². Располагается на высоте 95,2 метров над уровнем моря.
Форма озера продолговатая: оно более чем на два километра вытянуто с северо-запада на юго-восток. Берега каменисто-песчаные, преимущественно возвышенные.
Гавгозеро не имеет видимых поверхностных стоков и относится к бассейну реки Кондозерки, впадающей в Кедрозеро, через которое протекает река Лижма, впадающая в Онежское озеро.
Населённые пункты и автодороги вблизи водоёма отсутствуют.
Код объекта в государственном водном реестре — 01040100611102000018459.